# ジェームズ・H・ウィルキンソン賞
ジェームズ・H・ウィルキンソン賞（英: James. H. Wilkinson Prize for Numerical Software）は4年に一度、優れた数値解析ソフトウェア（Numerical Software）に与えられる賞である。

## 概要
イギリスの優れた数値解析の研究者であったジェームズ・H・ウィルキンソン博士を記念し、米アルゴンヌ国立研究所、英国立物理学研究所、英数値アルゴリズム研究所 (NAG) が4年に一度、傑出した数値解析ソフトウェアを一つ選んで表彰し、副賞として3000ドルを与える。

## 授賞の対象と基準
授与対象となるのは、授賞の年の1月1日時点で満40歳以下の者である。また選定基準は以下の通り。
- ソフトウェアの実装と文書化の明確さ
- 応募書類の論文としての明確さ
- 実装しているソフトウェアの移植性、信頼性、効率性、使いやすさ
- 実装しているアルゴリズムをどの程度深く解析しているか
- 実装しているソフトウェアの重要さ
- テスト環境の質の良さ

## 受賞者

### 1991年
第一回 (1991年) の受賞者は代数微分方程式の解法を実装した DASSL を開発したリンダ・ペツォルド (Linda Petzold)。現在 DASSL のコードはパブリック・ドメインである。

### 1995年
1995年の受賞者は Fortran77 で自動微分を実装した ADIFOR 2.0 の開発者であるクリス・ビショフ (Chris Bischof) とアラン・カール (Alan Carle) である。現在 ADIFOR のウェブページ でソースコードが公開されている。

### 1999年
1999年の受賞者は離散フーリエ変換をC言語のライブラリとして実装した FFTW の開発者、マテオ・フリゴ (Matteo Frigo)とスティーブン・G・ジョンソン (Steven G. Johnson) である。

### 2003年
2003年の受賞者は二次元メッシュ生成とドロネー図のソフトウェア Triangle を開発したジョナサン・シューチャック (Jonathan Shewchuk) である。ソースコードは Netlib で公開されている。

### 2007年
2007年の受賞者は偏微分方程式を有限要素法で解くライブラリ deal.II の開発者、ウォルフガング・バンガース (Wolfgang Bangerth) とグイド・カンシャット (Guido Kanschat) である。ソースコードは deal.II のホームページで公開されている。

### 2011年
2011年の受賞者は多次元の非線形連続値関数の最適化問題を解くための、オブジェクト指向 (C++) のライブラリである IPOPT を開発した、IBMのワトソン研究所のアンドレアス・ウェチター (Andreas Wächter) とテキサス A&M 大学のカール・レアード (Carl Laird) である。ソースコードは IPOPT のプロジェクトのウェブサイトで公開されている。

### 以降の受賞者
- 2015年 Patrick Farre、Simon Funke、 David Ham、 Marie Rognes
- 2019年 Stefan Karpinski、Viral Shah、Jeff Bezanson
- 2023年 Field Van Zee、Devin Matthews